# Víctor Suárez Molina
Víctor Manuel Suárez Molina (Mérida, Yucatán; 1909-Ciudad de México, 1990) fue un historiador, filólogo, editor y empresario mexicano. Fue nieto de Olegario Molina gobernador de Yucatán de 1902 a 1907 y secretario de Fomento en el gobierno de Porfirio Díaz.
Víctor Suárez estudió en la Universidad de Georgetown, en Washington D. C., Estados Unidos de América, habiéndose especializado en ciencias económicas y en lenguas. Tuvo, a su regreso a Yucatán, una actividad intensa como empresario. Fue Presidente de la Cámara de Comercio del estado entre 1938 y 1940 y de la Cámara de la Industria de Transformación en 1950 - 1951. También presidió el Club Rotario de Mérida. 
Habiéndose trasladado más tarde en la Ciudad de México, se desempeñó exitosamente en la industria editorial, particularmente con obras relatrivas a la vida peninsular de Yucatán. Durante varios años fue colaborador del Diccionario Porrúa de Historia, Biografías y Geografía de México. Fueron muy conocidos sus ediciones de Medallones viejos, las Crónicas de Miguel Barbachano y Terrazo y también la Revista de Estudios Yucatecos.
Como escritor se distinguió principalmente por su libro El español que se habla en Yucatán, obra que editó en 1945 por primera vez, que ha sido varias veces reeditada y que se considera un clásico de la filología del español mexicano y por supuesto del español yucateco.

## Reconocimientos
- Medalla Yucatán, otorgada por el Gobierno del Estado de Yucatán, por su obra histórica en 1972.
- Premio Banamex, otorgada por su libro La evolución económica de Yucatán en el siglo XIX, en 1978.
- Medalla Eligio Ancona otorgada por la Universidad Autónoma de Yucatán en 1987.

## Obra
Entre sus libros figuran:
- El español que se habla en Yucatán (1945).[2][3]
- Don Rogelio Suárez, caballero español (1948).
- ¡Alégrate! (1949).
- El obispado en Yucatán (1981)
- El Paseo de Santa Ana (1981)
- Estampas meridanas en colaboración con Luis Millet Cámara, (1985).